# 播磨町立播磨南小学校
播磨町立播磨南小学校（はりまちょうりつ はりまみなみしょうがっこう）は兵庫県加古郡播磨町にある公立の小学校である。児童数は、498人(2020年4月)。

## 沿革
- 1983年4月1日 - 播磨町立播磨小学校から分離し、開校。
- 1983年4月2日 - 校舎竣工
- 1983年5月31日 - 体育館竣工
- 1983年7月2日 - プール竣工
- 2010年12月7日 - 屋上太陽光発電設備設置完成
- 2016年3月25日 - 校舎増築工事完成
- 2017年11月30日 - 校舎改修工事完成（1期）
- 2018年11月30日 - 校舎改修工事完成（2期）
- 2023年10月2日-150周年式典

## 通学区域
- 本荘1丁目（1番-6番）、本荘（県道本荘平岡線以東の区域）、東本荘3丁目、二子、古宮、古宮1丁目-7丁目[1]

## 進学先中学校
- 播磨町立播磨南中学校
- 播磨町立播磨中学校

## 通学区域が隣接している学校
- 播磨町立播磨小学校
- 播磨町立蓮池小学校
- 明石市立二見西小学校
- 明石市立二見小学校